# Communauté d'agglomération de Fréjus Saint-Raphaël
La communauté d'agglomération de Fréjus Saint-Raphaël est une ancienne communauté d'agglomération française, située dans le département du Var. Elle était composée des villes de Fréjus et de Saint-Raphaël et leurs maires respectifs Elie Brun et Georges Ginesta

## Compétences
Ses compétences étaient principalement liées à l'organisation de la vie entre les deux villes en simplifiant l'accès à la culture, aux sports, aux commerces. Pour cela de nombreux édifices ont été créés et de nombreuses collaborations et organisations territoriales ont vu le jour.

## Historique
Elle a été créée le 31 décembre 1999. C'était la première Communauté d'Agglomérations de France qui réunissait Fréjus et Saint-Raphaël, deux villes sœurs et qui avaient (à l'époque) le même point de vue politique et le même intérêt de développement. Pour que les deux villes soient sur un pied d'égalité elles avaient le même nombre de conseillers au Conseil d'Administration.
La Communauté d'agglomération a participé à la création des bâtiments culturels importants des deux villes : Le Théâtre Le Forum, Le Palais des Sports ainsi que le Technoparc Epsilon I et La Palud ainsi que de nombreux autres projets.
Elle a développé plusieurs réseaux liant les deux villes : le réseau de bus Agglobus, le réseau culturel Aggloscènes qui existent toujours.
Ses présidents ont été à tour de rôle Georges Ginesta et Elie Brun
Elle est dissoute le 31 décembre 2012 et fusionne avec la communauté de communes Pays Mer Estérel pour former la communauté d'agglomération Var Estérel Méditerranée avec les villes de Roquebrune-sur-Argens, Puget-sur-Argens et Les Adrets de l'Estérel. Son siège reste le même et son conseil d'administration a été agrandi pour inclure les nouvelles villes.

## Liste des présidents
| Période       | Période       | Identité        | Étiquette    | Qualité |
| ------------- | ------------- | --------------- | ------------ | --- |
| décembre 1999 | juillet 2002  | Georges Ginesta | RPR puis UMP | Maire de Saint-Raphaël (1995 → 2017) Conseiller général de Saint-Raphaël (1998 → 2004) Député du Var (2002 → 2017)    |
| juillet 2002  | décembre 2012 | Élie Brun       | UMP-PRV      | Maire de Fréjus (1997 → 2014) Conseiller général de Fréjus (1998 → 2008 et 2011 → 2014) Sénateur du Var (2008 → 2010) |